# Ceratitella loranthi
Ceratitella loranthi är en tvåvingeart som först beskrevs av Walter Wilson Froggatt 1911.  Ceratitella loranthi ingår i släktet Ceratitella och familjen borrflugor. Inga underarter finns listade i Catalogue of Life.